# 1990年鐵路
此條目列出1990年發生有關鐵路運輸的事件。

## 事件

### 2月
- 2月21日：神戶新交通六甲人工島線通車。

### 3月
- 3月10日：京葉線由新木場站延長至東京站，並啟用宇都宮線的愛稱。
- 3月10日：新加坡地鐵支線通車。
- 3月20日：大阪市營地下鐵鶴見綠地線通車，來往京橋站至鶴見綠地站。
- 3月27日：小田急電鐵多摩線延長至唐木田站。
- 3月30日：京王帝都電鐵（現為京王電鐵）相模原線全線通車。

### 4月
- 4月1日：鍛冶屋線、大社線停運，宮津線交由北近畿丹後鐵道營運。博多南站啟用。
- 4月4日：相模鐵道泉野線延長至泉中央站。

### 5月
- 5月3日：米蘭地鐵3號線通車。

### 6月
- 6月1日：大阪高速鐵道大阪單軌電車通車。
- 6月13日：熱那亞地鐵首段通車[1]。

### 7月
- 7月2日：柏林城市快鐵首次在高架的柏林城鐵的柏林亞歷山大廣場車站通過柏林腓特烈大街車站至柏林動物園車站，是自柏林圍牆竪立以來的首次。
- 7月6日：新加坡地鐵東西線文禮站啟用。
- 7月13日：首爾地鐵3號線延長至紙杻站。
- 7月14日：洛杉磯軌道交通藍線通車[2][3]。

### 8月
- 8月2日：埼玉新都市交通伊奈線由羽貫站延長至內宿站，全線通車。
- 8月3日：莫斯科地鐵基洛夫－伏龍芝線由革新廣場站延長至波德別利斯基街站。

### 9月
- 9月1日：北疆鐵路通車。
- 9月19日：臺鐵中和線停運。

### 10月
- 10月24日：京都市營地下鐵烏丸線由北大路站延長至北山站。

### 11月
- 11月28日：營團地下鐵（現為東京地下鐵）半藏門線由三越前站延長至水天宮前站。

### 12月
- 12月1日：英法海峽隧道貫通。
- 12月14日：布達佩斯地鐵3號線由阿帕德橋站（英语：Árpád híd (Budapest Metro)）延長至新佩斯中央站（英语：Újpest–Központ (Budapest Metro)）。
- 12月20日：上越線Gala湯澤支線通車。
- 12月31日：明斯克地鐵汽車廠線拖拉機工廠站（英语：Traktarny zavod (Minsk Metro)）至伏龍芝站（英语：Frunzenskaya (Minsk Metro)）通車。